# Покус Іван Іванович
Іван Іванович Покус  (14 липня 1913, Сомівка, Полтавська губернія, Російська імперія (нині Зачепилівський район, Харківська область) — 19 березня 1999, Харків, Україна) — український державний діяч, начальник Управління МВС по Харківській області—Управління внутрішніх справ—охорони громадського порядку—внутрішніх справ виконавчого комітету Харківської обласної Ради депутатів трудящих у 1954–1974, генерал-майор внутрішньої служби.

## Життєпис
Народився в селянській родині.
Член ВКП(б).
Учасник німецько-радянської війни. У 1941—1942 роках — заступник політрука роти 169-го полку Внутрішніх військ НКВС СРСР, потім — червоноармієць, т.в.о. політрука гарнізону 179-го полку Внутрішніх військ НКВС СРСР. Учасник оборони Харкова. У 1942—1946 роках — заступник начальника гарнізону із політичної частини, комсорг 1-го батальйону, заступник командира 4-го батальйону 179-го полку Внутрішніх військ НКВС СРСР, заступник командира із політичної частини 4-го батальйону 175-го полку Внутрішніх військ НКВС СРСР.
У 1946—1951 роках — звільнений секретар партійної організації 1-го Петровського цукрового комбінату; 2-й секретар Вовчанського районного комітету КП(б)У Харківської області; 1-й секретар Богодухівського районного комітету КП(б)У Харківської області.
У 1951—1954 роках — слухач Республіканської трирічної партійної школи при ЦК КП України.
У 1954—1974 роках — начальник Управління внутрішніх справ Харківської обласної Ради депутатів трудящих.
Останні дев'ять років життя працював директором навчально-виробничого підприємства «Біотрон-3» (працівники цього підприємства — інваліди війни, праці та дитинства) в Харкові.
Племінник радянського військового діяча, комдива Якова Покуса.

## Нагороди
Був нагороджений бойовими та державними нагородами, в тому числі орденом Червоного Прапора та Трудового Червоного Прапора.